# 渡辺僚一
渡辺 僚一（わたなべ りょういち）は、日本のシナリオライター。別名渡辺ファッキン僚一。

## 経歴
読書好きの父の影響で本をよく読むようになり、中高生の時点では文筆業を将来の仕事として意識していた。
大学時代は小説を書いたり、同じ寮に住む木緒なちやSHIMとともに同人誌「半端マニア」を出していた一方、周囲が優秀な者たちだったため、一度は小説家をあきらめようとした。他方、知人からの勧めで遊んだ『雫』と『痕』を気に入り、同じLeaf作品である『ToHeart』を遊んだことで、美少女ゲームへの関心がわいた。

### 半端マニアソフト時代、プロデビュー
就職氷河期だったこともあり、大学卒業後は目的を持たぬまま上京した。この当時人気だった『月姫』の影響を受け、渡辺は相模大野の安アパートを拠点に5人の仲間を集めて同人サークル「半端マニアソフト」を立ち上げ、デビュー作『冬は幻の鏡』は成功を収める。この当時は同人サークルが美少女ゲームメーカーと契約して商業デビューを果たすことが多かったが、開発状況を把握していた渡辺はこのようなオファーをすべて辞退していた。
2006年、渡辺は美少女ゲームメーカー・戯画の『 フォセット - Cafe au Le Ciel Bleu -』で商業作品のシナリオライターとしてデビューを果たす。知人が同作でディレクターデビューを果たすと聞いた渡辺はうれしくてオファーを断れなかったとのちに振り返っている。
とはいえ、「半端マニアソフト」の実質的な最終作にあたる『Indigo』の時点ではスタッフの大半が体調不良に陥り、サークルの継続は不可能だった。

### 『はるまで、くるる。』の大ヒット
『Indigo』でゲームのシナリオライター業をたたもうと考え、コットンソフトに在籍していた木緒の紹介でゲームの攻略本などを手掛ける編集プロダクションへ行く。その際、開発中の『 はるまで、くるる。』でシナリオライターが降板したという相談が持ち掛けられ、引き受けた。この際条件付きで何をしてもよいと言われ、渡辺は自分にとって最後の作品になるつもりで執筆したとのちに振り返っており、自分にとって大事な作品になったと語っている。同作は成功をおさめ、のちにシリーズ化された。
その後、渡辺はシルキーズプラスからオファー受けた際、『ふゆから、くるる。』の制作を考えていたものの、初対面のシルキーズプラスにいきなり自分の新作を押し付けるわけにいかないため、まずはプレッパーズをヒントに『缶詰少女ノ終末世界』を制作することにした。
以降、シルキーズプラスにて『缶詰少女ノ終末世界』と『ふゆから、くるる。』を手掛けた後、シルキーズプラスの姉妹ブランド・しるき～ずこねくとの『先輩が私の妄想にドージンする?! ～ボディータッチにご用心～』でシナリオライターを務めた。

## 作風
渡辺はアダルトゲーム雑誌「BugBug」による2024年のインタビューの中で、影響を与えた作品として、夢枕獏の『上弦の月を喰べる獅子』とアーサー・C・クラークの『幼年期の終り』、そしてブライアン・W・オールディスの『地球の長い午後』を挙げているほか、司馬遼太郎をはじめとする歴史小説や時代小説も愛読していたと話している。
一方、大学生のころは愛読書だった『哀愁の町に霧が降るのだ』（椎名誠）からの影響で、自伝とエッセイが混ざった物語を伝奇風に書こうとしていた。この方法は今（2024年）も続いていると渡辺は「BugBug」とのインタビューの中で語っており、椎名誠と夢枕獏を融合したような文体を理想としている。

## 主な作品

### ゲームシナリオ
- フォセット - Cafe au Le Ciel Bleu -[1]
- ナツメグ
- 姫さまっ、お手やわらかに!
- 魔界天使ジブリール4[1]
- すきま桜とうその都会
- はるまで、くるる。[1]
- キスベル
- なつくもゆるる[1]
- 蒼の彼方のフォーリズム
- あきゆめくくる[1]
- 缶詰少女ノ終末世界[1]
- ふゆから、くるる。[1]
- IF01 – MINAMO SHIRASE –[2]
- ギャル×オタ ～織川きららはお世話したい～[3]
- シークレットラブ(仮)
- 先輩が私の妄想にドージンする?! 〜ボディータッチにご用心〜
- シークレットラブ(仮) 純愛アフターストーリー

### 小説
- 少女人形と撃砕少年 さいかいとせんとうの24時
- はるまで、くるる。〜春の日のような、甘くて果ての見えない、悪夢と終末のハーレム
- 蒼の彼方のフォーリズム -Fly me to your sky！-

### 同人音声シナリオ
- 【CV:羊宮妃那】ギャル恋☆ASMR ヒナと一緒にボイトレしよ!【耳かき/マッサージ/アテレコ/密着キス/添い寝】